# Alquena
L'alquena (Lawsonia inermis) és l'única espècie del gènere Lawsonia, de la família de les litràcies. És un arbust de 2–6 m d'alçada amb fulles menudes, oposades, senceres, glabres, subsèssils, el·líptiques i més o menys lanceolades d'1,5–5,0 cm x 0,5–2 cm.
Les fulles s'han utilitzat des de temps antics per obtenir l'alquena, ara més coneguda com a henna, un producte ideal per a tenyir la pell humana. Amb l'alquena es poden fer tatuatges temporals.

## Etimologia
Tant el mot tradicional, alquena, com el modern, henna, manllevat del francès, provenen del mot àrab حِنَّاء, ḥinnāʾ, a partir de la seva pronunciació vulgar ḥínna, precedit de l'article al- en el cas d'alquena (al-ḥínna).

## Usos i tradicions
L'alquena s'utilitza molt per fer dissenys de color roig fosc a les mans i peus de les xiquetes dels països del Pròxim Orient i el subcontinent indi i l'Àfrica del nord sobretot abans del casament. Tenyir les mans amb alquena, amb dissenys complicats o no, forma part de les tradicions de les núvies de molts països abans de la cerimònia del matrimoni. El ritual de tenyir les mans i els peus de la núvia de roig el celebren tant els musulmans com els hindús, cristians, jueus i zoroastrians de les zones on es practica el costum.
La pasta es prepara picant les fulles amb un morter; l'alquena també es fa servir per tenyir el cabell de color roig. Es pot assecar i conservar en forma de pols i es poden fer preparacions a base de henna que donen un color negre.
La pasta de henna es deixa sobre les mans una bona estona i després es renta amb aigua. Fregant les mans amb oli de mostassa el color es torna més intens virant vers el taronja o roig/marró fosc. Passades unes setmanes el color fosc original de l'alquena va desapareixent a poc a poc deixant un color taronja i després tornant al color natural de la pell.

## Imatges

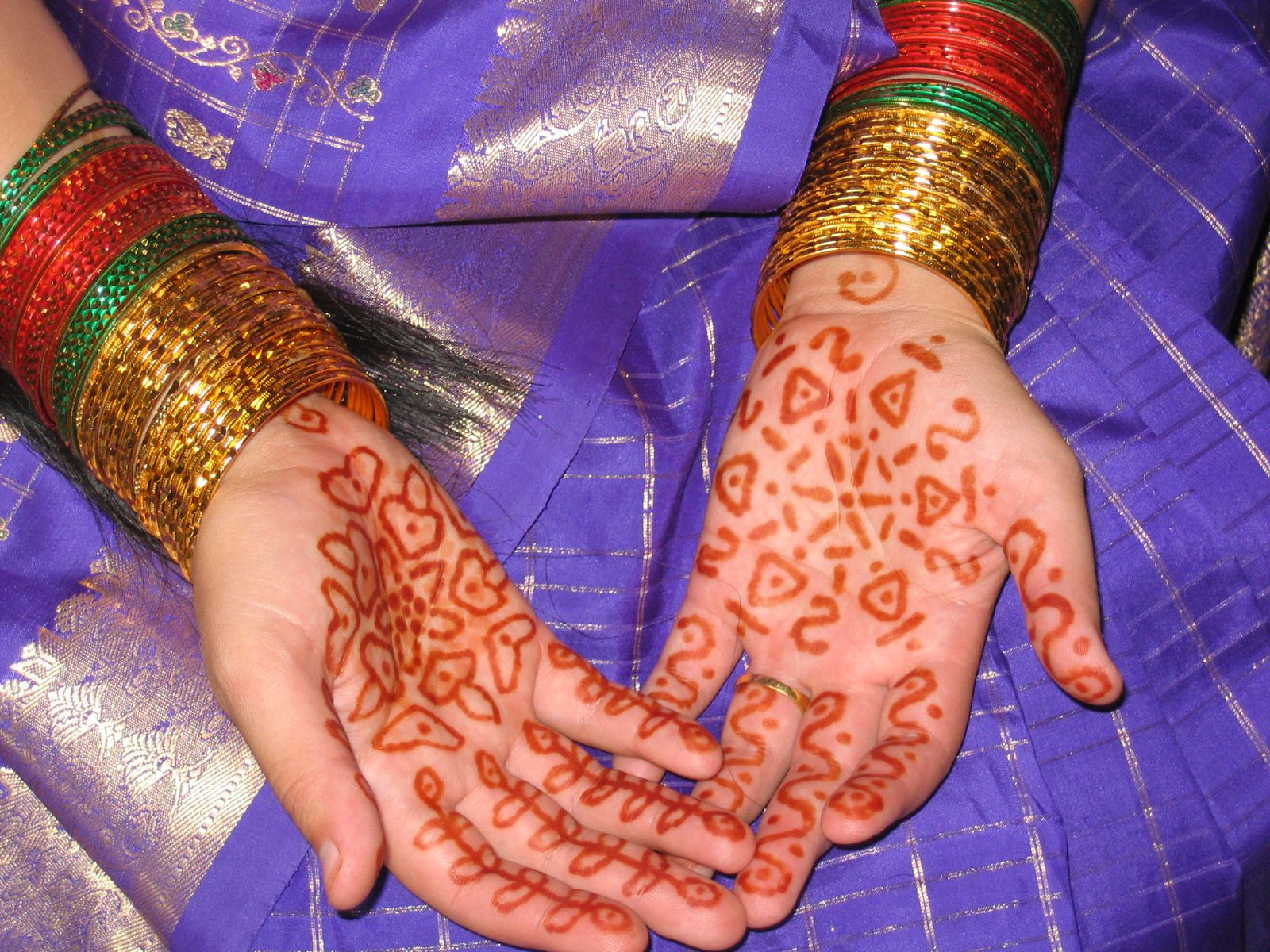
alquena a les mans d'una xiqueta
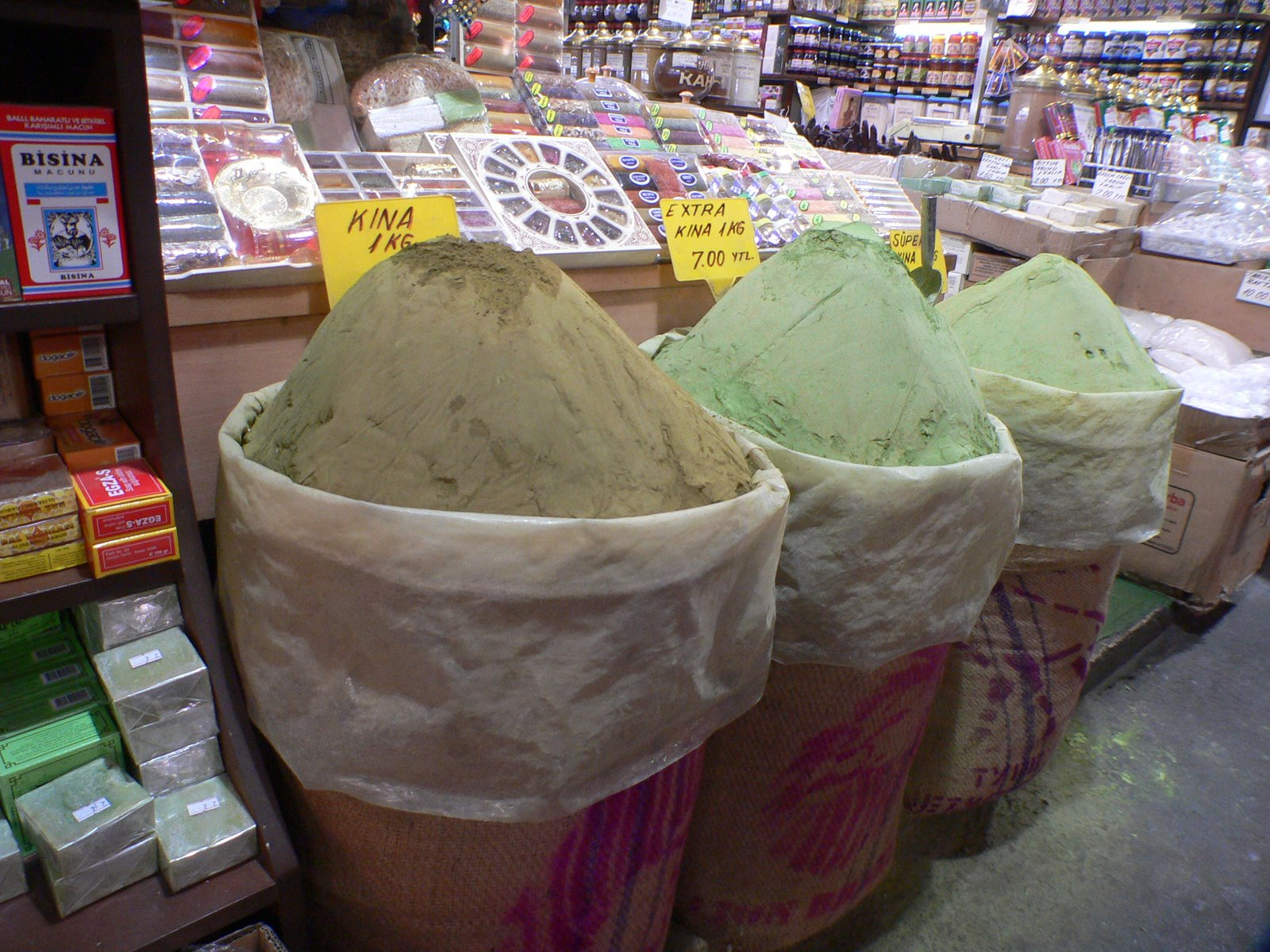
alquena al mercat a Istanbul
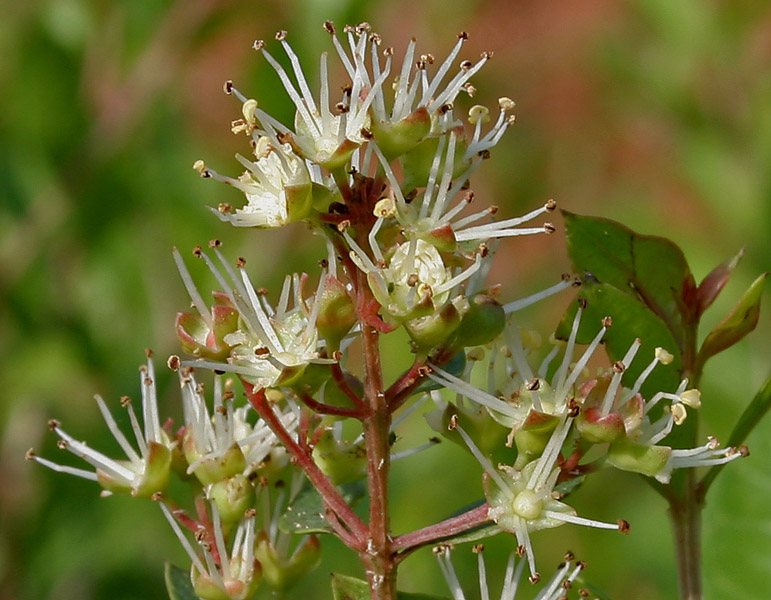
Lawsonia inermis, flor
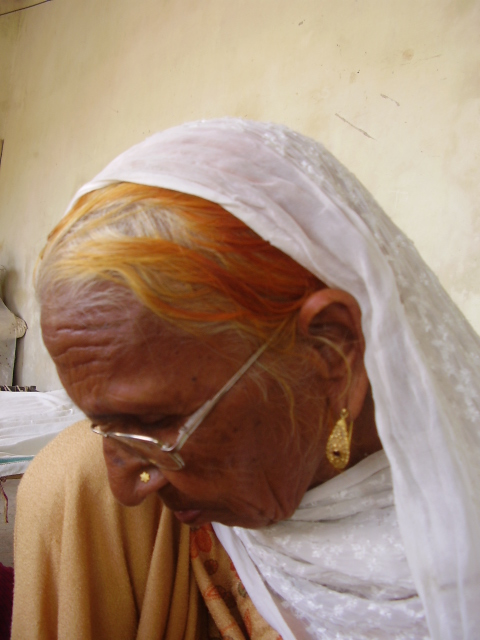
Dona amb el cabell tenyit amb alquena
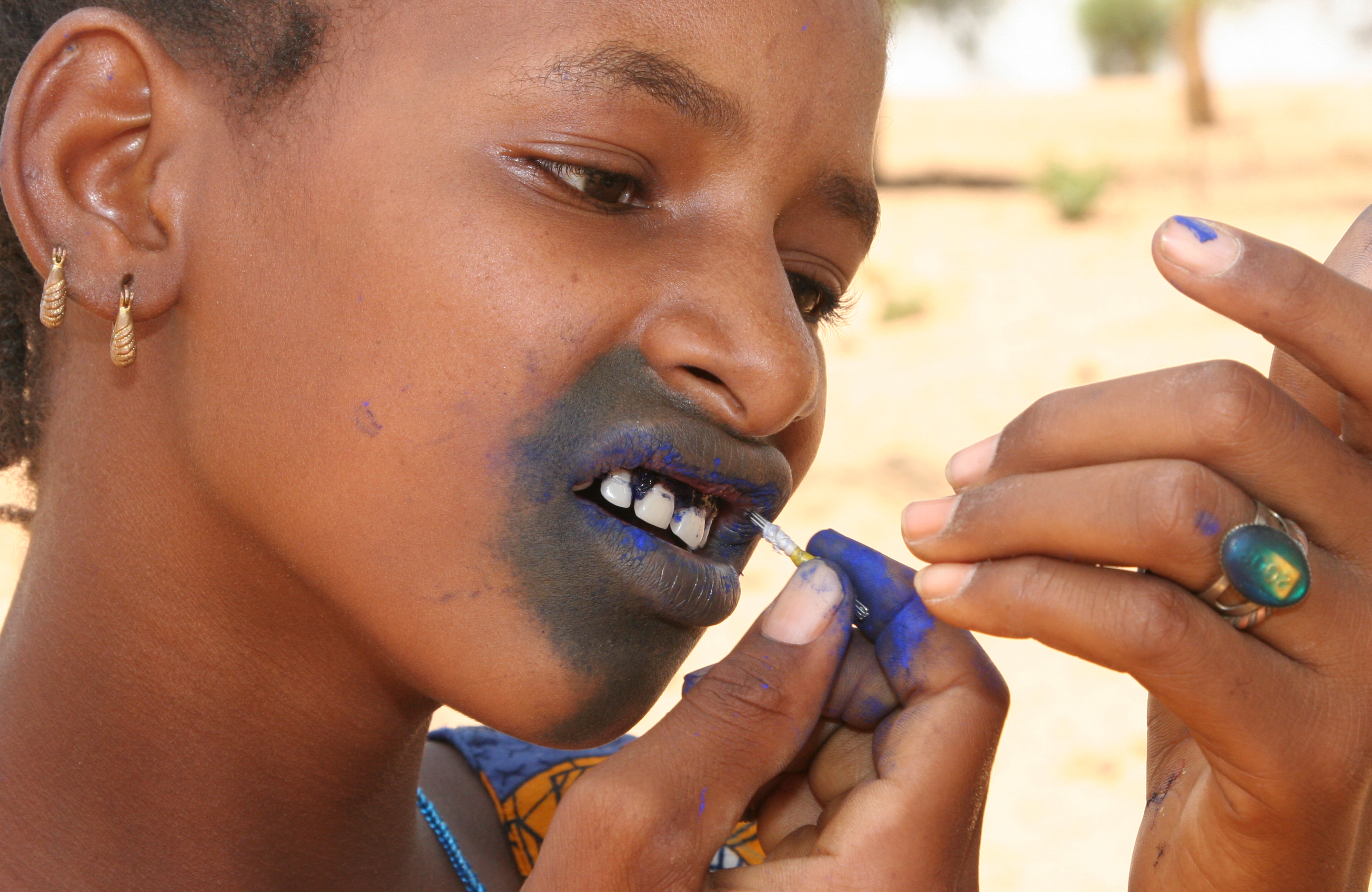
Tatuatge fulbe
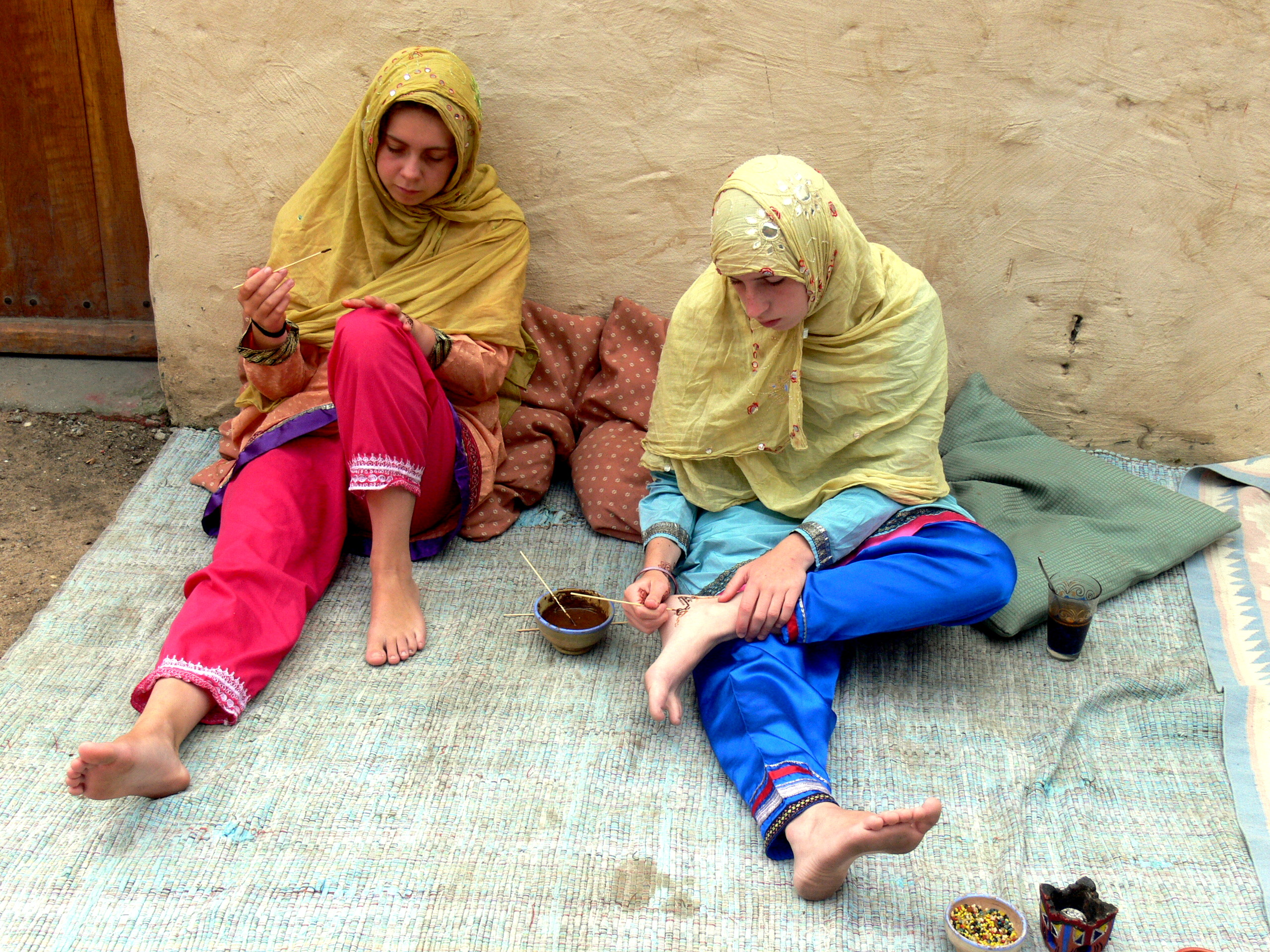
Dones pintant llurs peus amb alquena
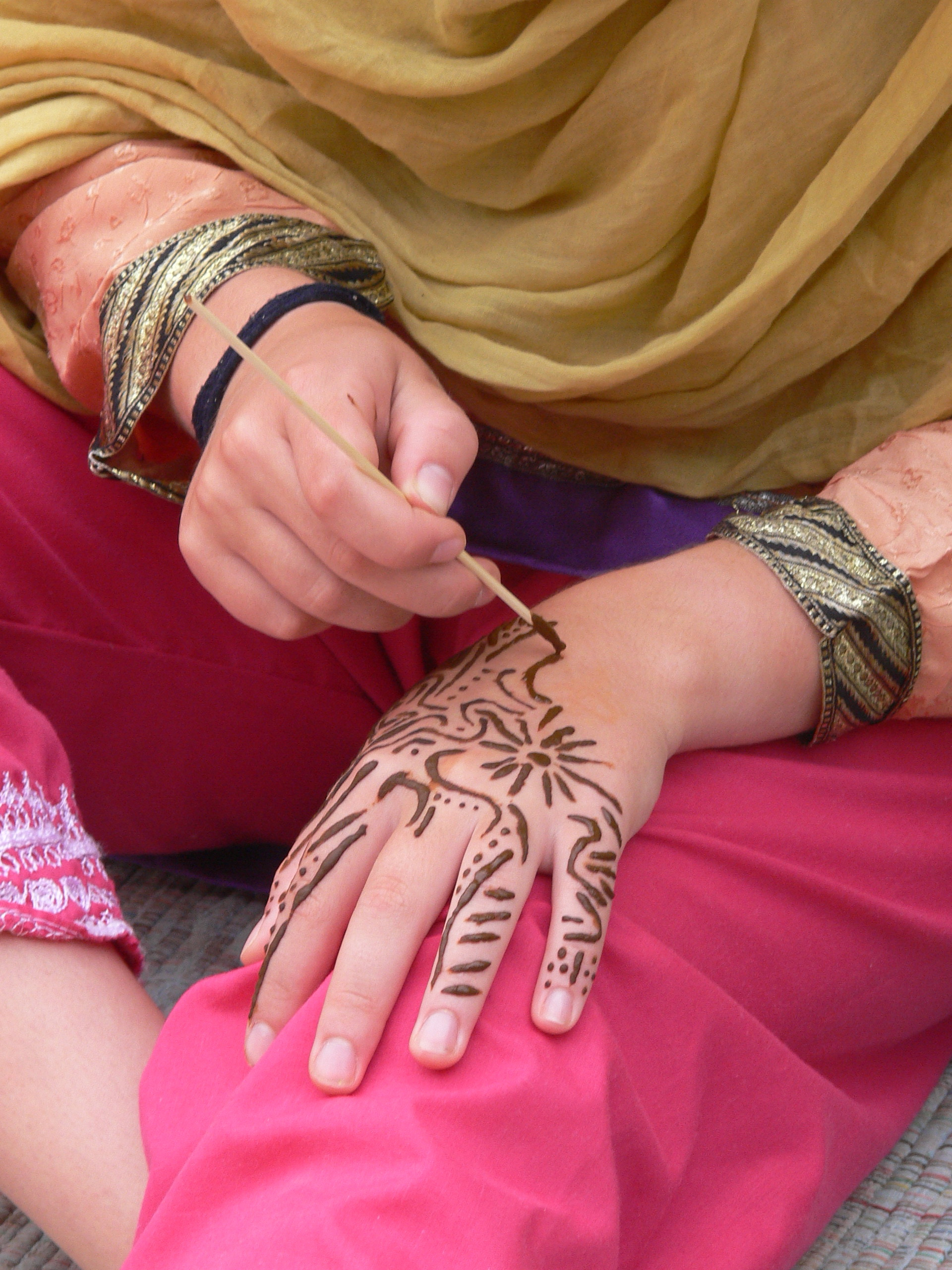
Pintant una mà
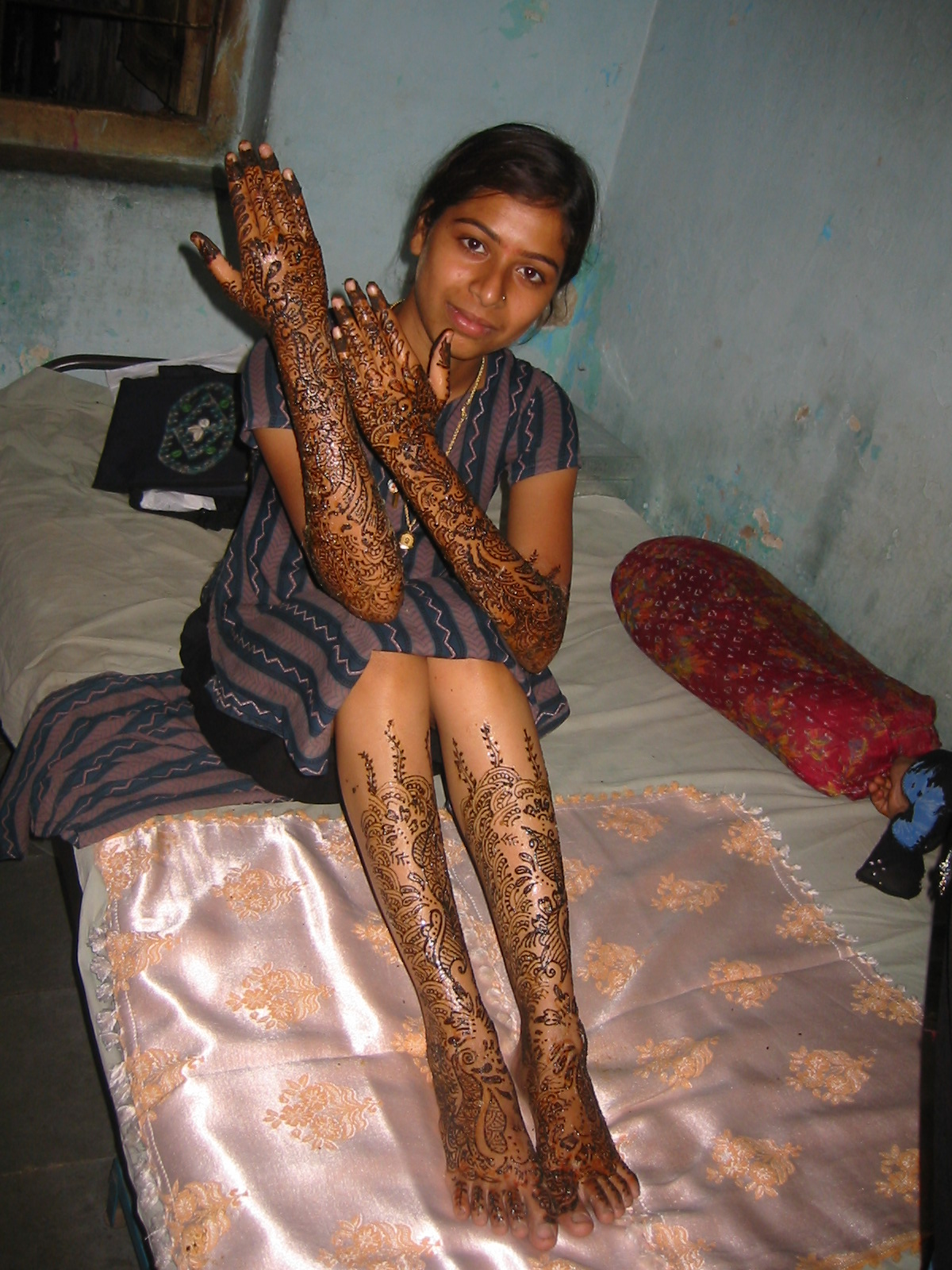
Mans i peus decorats amb alquena a Gujarat